# Двенадцать пунктов
«Двенадцать пунктов» венг. Tizenkét pont) — манифест, краткое изложение требований венгерской революции, начавшейся 15 марта 1848 г. в Пеште.

## Текст

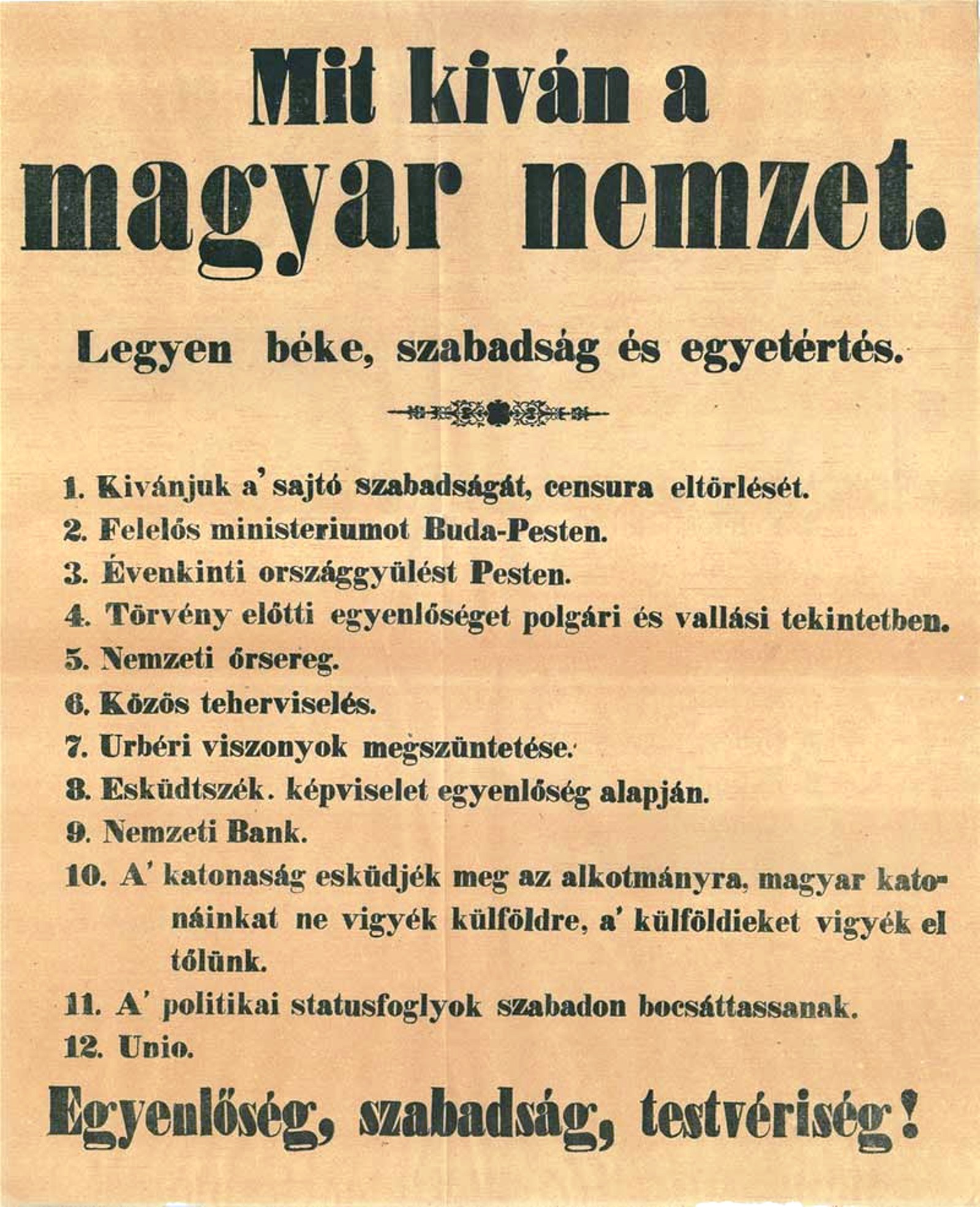
Напечатанный в марте 1848 г. плакат с изложением «Двенадцати пунктов»

Текст манифеста, напечатанного в захваченной восставшими типографии Landerer & Heckenast:
Чего хочет венгерский народ.
Да будет мир, свобода и согласие.
1. Требуем свободы печати, отмены цензуры.
2. Ответственного правительства в Буде-Пеште.
3. Ежегодного созыва Государственного собрания в Пеште.
4. Равенства перед законом в светских и религиозных вопросах.
5. Национальных сил самообороны.
6. Справедливого налогообложения.
7. Отмены крепостного права.
8. Справедливого распределения присяжных и представительских должностей.
9. Создания Национального банка.
10. Приведения армии к присяге на конституции. Требуем не отправлять венгерских солдат за рубеж, а иностранных - вывести с территории Венгрии.
11. Требуем освобождения политических заключённых.
12. Требуем унии.

Равенство, свобода, братство!

## История
После новости о революции в Париже Лайош Кошут 3 марта 1848 г. выступил в парламенте с предложением о реформах. Предложение было немедленно принято нижней палатой, но верхняя палата в знак протеста даже не стала рассматривать его. В предложении ставились задачи конституционных преобразований и других реформ. 4 марта так называемый «Оппозиционный кружок» также обсудил предложение, согласившись с частью, касающейся конституционной реформы и создания национального правительства, но высказав сожаление, что предложение не содержало требований свободы прессы, ежегодного созыв парламента и некоторых других реформ. 9 марта, после того, как Даниэль Ирани вернулся из Братиславы, где обсуждал с Кошутом ситуацию с оппозиционным движением, оппозиционеры приняли решение попытаться содействовать прохождению предложения в парламенте, организовав общенациональный сбор подписей под соответствующей петицией.

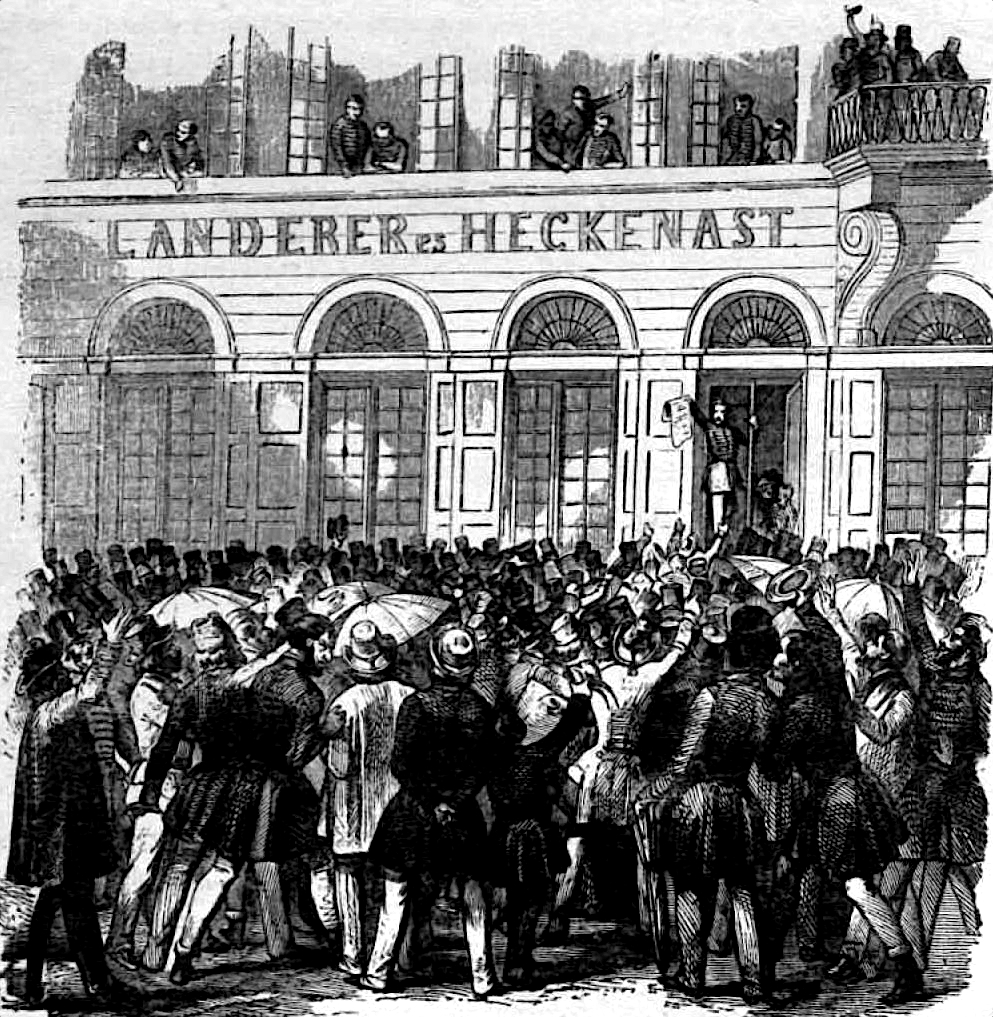
У типографии Landerer и Heckenast 15 марта 1848 г.

С этой целью Йожеф Ирини 12 марта сформулировал первую версию «Двенадцати пунктов», по своему содержанию уже выходившую далеко за рамки первоначального предложения Кошута. Эта первая версия включала не только 12 пунктов, ставших впоследствии знаменитыми, но и вступление, содержавшее изложение основания для выпуска манифеста. Авторы ссылались на то, что в ситуации, когда вся Европа пришла в движение, Венгрия также не может цепляться за свои прежние, устаревшие общественные условия, а также заявляли, что народ больше не может удовлетворяться отдельными послаблениями, а требует всеобъемлющей реформы конституции.
Планировалось, что манифест будет обнародован и одобрен на народном собрании и ярмарке в честь Дня Йозефа 19 марта, но вечером 14 марта, когда стало известно о произошедшей накануне революции в Вене, члены «Пилваксовского кружка» приняли решение, что в Пеште тоже должна начаться революция, и требования должны быть обнародованы. В этот день в текст «Двенадцати пунктов» было включено требование об освобождении политических заключенных, а также два пункта были объединены в один. Утром 15 марта восставшие, захватив печатный станок в типографии Landerer и Heckenast, отпечатали «Двенадцать пунктов» и «Национальную песню» Петёфи. На следующий день манифест был отправлен в Братиславу в качестве петиции.

## Принятие манифеста городским собранием Пешта
Напечатанные «Двенадцать пунктов» были подписаны мэром Ференцем Сепешши и членами городского совета. Во второй половине 15 марта дня жители Пешта узнали об этом из расклеенных мэрией плакатов, также содержавших двенадцать требований (с незначительными изменениями).